# Historia Filicum
Historia Filicum (abreviado Hist. Fil.) fue una revista ilustrada con descripciones botánicas que fue editada por el botánico inglés John Smith. Fue publicada en el año 1875 con el nombre de Historia Filicum; an exposition of the nature, number, and organography of ferns...